# Русское (деревня, Кировская область)
 Русское — деревня в Кировской области. Входит в состав муниципального образования «Город Киров»

## География
Расположена на расстоянии примерно 5 км по прямой на юг от железнодорожного вокзала станции Киров.

## История
Известна с 1763 года как деревня Руская с 24 жителями, в 1802 5 дворов. В 1873 году здесь  дворов 9 и жителей 99, в 1905 26 и 180, в 1926 (Русское) 37 и 162, в 1950 27 и 114, в 1989 не было постоянных жителей, 2021 стала жилой,проживает 17 семей. Административно подчиняется Ленинскому району города Киров. Ныне имеет дачный характер.

## Население
Постоянное население составляло 2 человек в 2002 году, 2021 жилая , 4 в 2010.